# Angol
Angol är en ort i Chile. Den ligger i provinsen Provincia de Malleco och regionen Región de la Araucanía, i den södra delen av landet, 500 km söder om huvudstaden Santiago de Chile. Angol ligger 65 meter över havet och antalet invånare är 44 856.
Terrängen runt Angol är kuperad åt nordväst, men åt sydost är den platt. Det finns inga andra samhällen i närheten.
Trakten runt Angol består till största delen av jordbruksmark. Runt Angol är det ganska tätbefolkat, med 58 invånare per kvadratkilometer.